# 회색나무쥐
회색나무쥐(Lenothrix canus)는 쥐과에 속하는 설치류의 일종이다. 회색나무쥐속(Lenothrix)의 유일종이다. 인도네시아와 말레이시아에서 발견된다. 흔한 종으로 국제 자연 보전 연맹(IUCN)이 "관심대상종"으로 분류하고 있다.

## 분류학
회색나무쥐는 미국 동물학자 밀러(Gerrit Smith Miller )가 1903년에 "레노트릭스 카누스"(Lenothrix canus)라는 학명으로 처음 기술했다. 분자생물학 연구에 의하면 근연종은 흰배쥐속(Niviventer) 종이지만, 동남아시아가시쥐속(Maxomys)로부터 널리 분화된 상태이고 계통발생학적 근연 관계는 아직 명확하지 않다. 형태학적으로 두개골과 치아가 원시적인 특징을 많이 갖고 있으며, 초기 단계의 핵심 쥐과 동물 계통에서 분기한 것으로 추정하고 있다.

## 특징
머리부터 몸까지 길이는 165~220mm이고, 꼬리 길이는 190~270mm이다. 털은 무성하고 부드러우며 가시가 없다. 머리와 등은 회색빛 갈색 또는 회색을 띠며, 상체는 희거나 담황색빛 흰색이다. 몸 쪽 부분의 꼬리는 진하고, 꼬리 끝 근처는 희다. 뒷발은 넓고, 모든 발가락에 발톱을 갖고 있다.

## 분포
인도네시아와 말레이시아의 토착종이다. 분포 지역은 말레이 반도 피낭섬과 투앙쿠섬, 보르네오섬의 사바주와 사라왁주, 칼리만탄 지역이다. 브루나이에서 발견된 기록이 없는 것은 실제 서식하지 않기 보다는 불충분한 샘플의 결과로 추정된다. 나무 위에서 생활하는 수상성 동물로 해발 최대 550m 지역의 모든 삼림 서식지에서 서식한다.

## 생태
회색나무쥐는 야행성이며, 대부분의 시간을 나무와 덤불 속에서 보내며, 주로 과일을 먹는다.

## 보전 상태
회색나무쥐는 흔한 종으로 서식지 교란에 내성을 갖고 있으며, 이차림과 고무 농장에서 살 수도 있다. 구눙 팔룽 국립공원과 키나발루 국립공원을 포함한 여러 군데의 보호 지역에서 발견된다. 특별한 위협 요인은 없고, 국제 자연 보전 연맹(IUCN)이 "관심대상종"으로 분류하고 있다.